# Ардрикур
Ардрикур (фр. Hardricourt) насеље је и општина у Француској у региону Париски регион, у департману Ивлен која припада префектури Мант ла Жоли.
По подацима из 2011. године у општини је живело 2076 становника, а густина насељености је износила 632,93 становника/km². Општина се простире на површини од 3,28 km². Налази се на средњој надморској висини од 58 метара (максималној 118 m, а минималној 18 m).

## Демографија
| 1962. | 1968. | 1975. | 1982. | 1990. | 1999. | 2011. |
| ----- | ----- | ----- | ----- | ----- | ----- | ----- |
| 1.402 | 1.431 | 1.636 | 1.568 | 1.989 | 1.918 | 2.076 |

График промене броја становника у току последњих година